# Bit (Werkzeug)

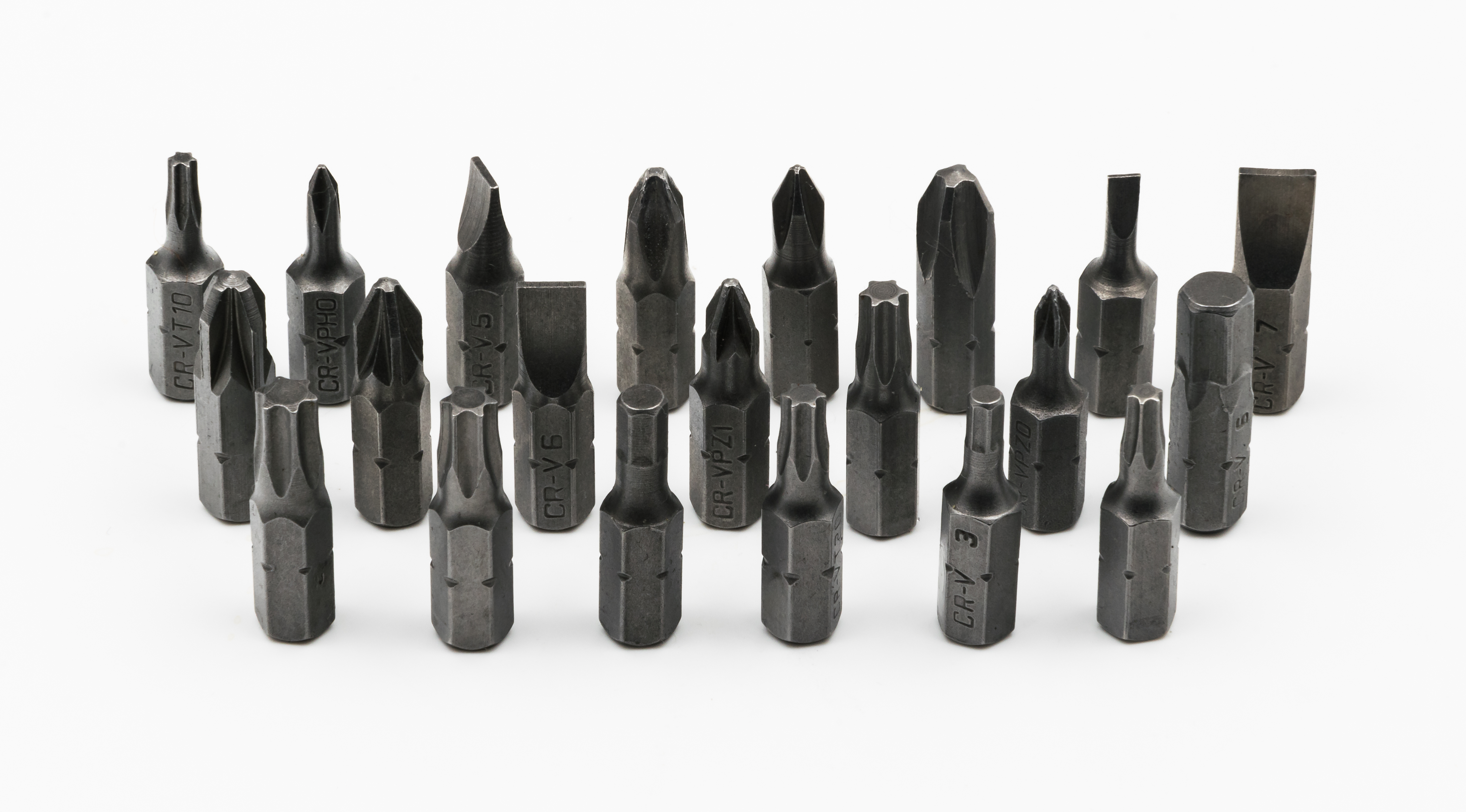
Bits in unterschiedlichen Ausführungen

Einige Typen von Bits: (a) Schlitz, (b) Phillips, (c) Pozidriv, (d) Torx, (e) Inbus, (f) Vierkant: Robertson, (g) Tri-Wing, (h) Torq-Set, (i) Spanner; für weitere siehe: Schraubenkopf

Unter einem Bit (auch Schraubbit) als Werkzeug versteht man eine auswechselbare Schraubenzieherklinge ohne Griff für ein bestimmtes Schraubenkopfprofil. Die meist sechseckige Aufnahme ist so geformt, dass man es in einen entsprechend genormten Bithalter einsetzen kann.

## Technik
Der Strang zwischen Bit und (beliebigem) Antrieb besteht in der Regel aus Antrieb → Bithalter → Bit, wobei der Bithalter entweder fester Teil des Antriebs (z. B. Handgriff oder Akkuschrauber) oder ein separates Teil ist, das mit folgenden Antrieben kombinierbar ist:
- Schraubenziehergriff oder abgewinkelter Griff
- Knarre (Ratsche)
- Drehmomentschlüssel
- Elektrische oder pneumatische Schraubmaschine mit Universalabgang (Bohrfutter oder Vierkant), (z. B. Akkuschrauber, Drehschrauber, Impulsschrauber, Ratschenschrauber) oder Ähnliches

Die sechseckige Form ermöglicht es, Bits direkt in ein Bohrfutter zu spannen, also auf den Bithalter (und damit die Möglichkeit zum schnellen Wechsel) zu verzichten

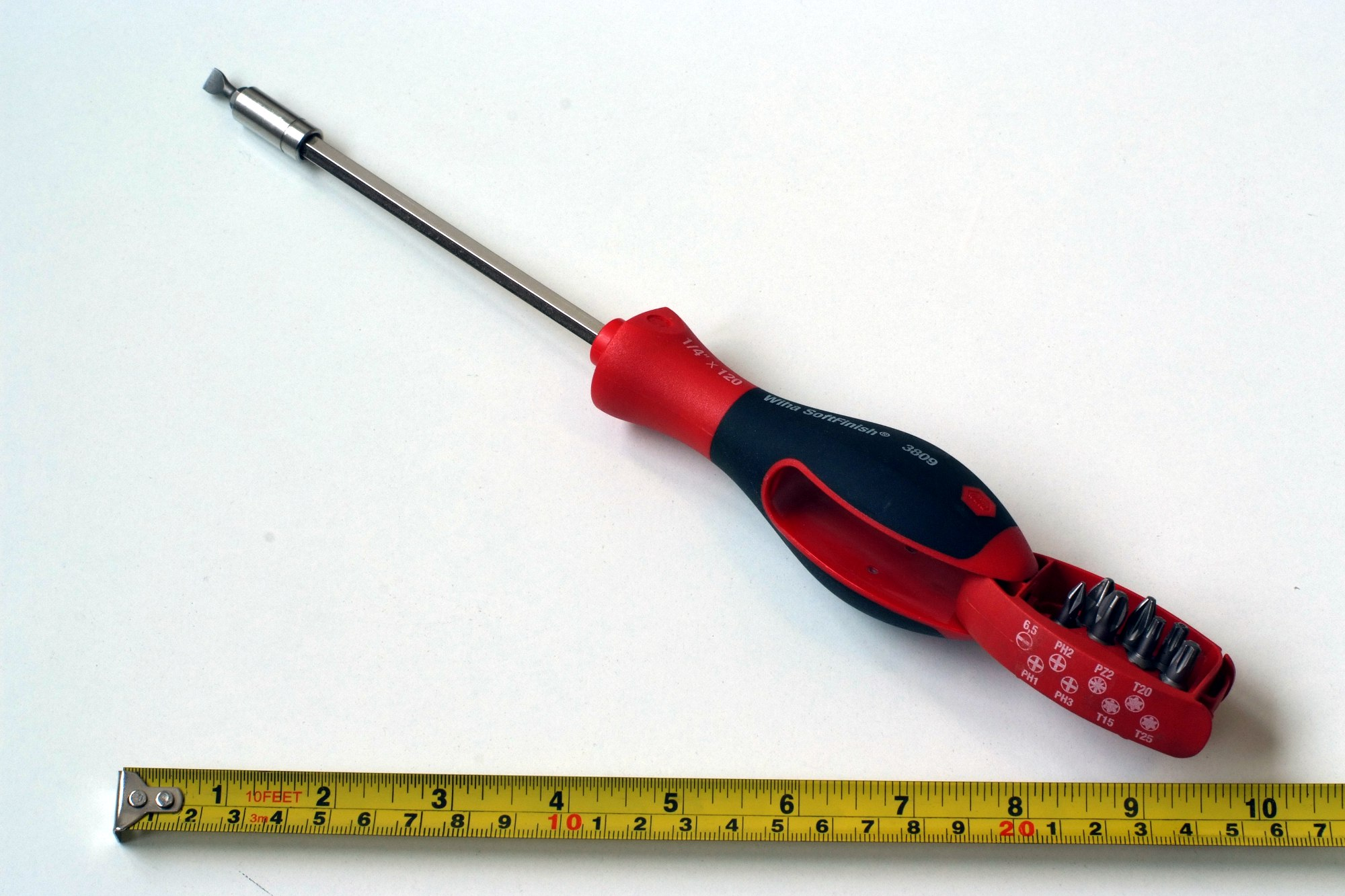
Magnetischer Bithalter mit ausklappbarem Magazin

Im Unterschied zu konventionellen Schraubenziehern sind Bits meist kurz. Damit das Bit nicht aus dem Bithalter herausfallen kann, ist die Aufnahme mit einer Rückhaltevorrichtung versehen, etwa C-Ring-Kerbe oder Kugelrille (DIN 3126/ISO 1173), oder das Bit wird magnetisch gehalten. Die Vielfalt der Formen und Größen der Schraubenzieherspitzen gilt auch für Bits.

### Größen
- 1⁄4 Zoll (6,35 mm), das gängigste Maß für den Bithalter-Sechskant
- 5⁄16 Zoll (≈7,94 mm)
- 7⁄16 Zoll (≈11,11 mm)
- 4 mm (5⁄32 Zoll), auch Minibits oder Micro-Bits genannt
- 5 mm, selten
- 6 mm, vom Hersteller Wiha für schutzisolierte Werkzeuge benutzt, um Verwechslungen auszuschließen

Das Maß bezieht sich jeweils auf den Abstand zweier sich gegenüberliegender Flächen des Bits (Schlüsselweite).
Bits gibt es in vielen Formen und Profilen, unter anderem für Schlitz, Kreuzschlitz, Sechskant und Torx; siehe dazu das Bild rechts oben und die Liste der Schraubenkopfantriebe; des Weiteren als Kombiklinge.

## Genus
Sowohl der Bit als auch das Bit sind gebräuchlich.

## Vor- und Nachteile
Zu den Vorteilen von Bits gegenüber einem gewöhnlichen Schraubenzieher gehören:
- Niedriger Preis
- Kleines Lagervolumen
- Geringes Gewicht
- Freie Wahl des Antriebswerkzeuges
- Leicht auswechsel- und ersetzbar

Nachteile:

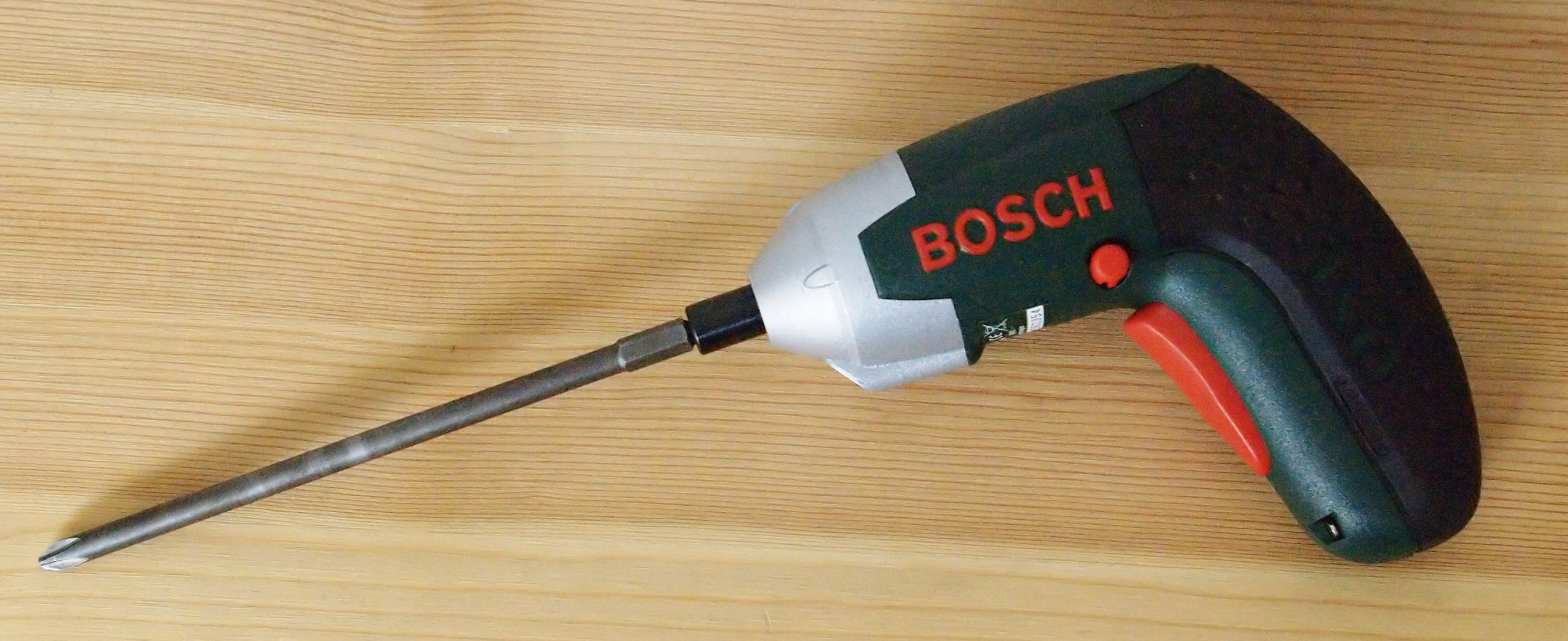
Extralanges Bit an einem kleinen Akkuschrauber

- Möglicherweise zu großer Querschnitt bei in tiefen Löchern versenkten Schrauben (hier kann allerdings auf etwas kleinere Minibits oder Bits in verlängerter Ausführung zurückgegriffen werden)
- Manchmal unhandlicher Antrieb, etwa beim Drehen sehr kleiner Schrauben
- Je nach verwendeter Ausrüstung und deren Qualität Spiel zwischen den einzelnen Komponenten

## Qualitätsunterschiede
Bei Bits gibt es große Preis- und Qualitätsunterschiede. Sie bestehen üblicherweise aus speziell gehärtetem Stahl oder einer Chrom-Vanadium-Stahl-Legierung. Zur besseren Haltbarkeit kann die Spitze mit einer Titannitrid- (TiN-Bits) oder einer Diamantbeschichtung veredelt werden. Für die Diamantbeschichtung werden winzige Diamantpartikel auf die Bitspitze aufgetragen. Diese dienen dazu, bei der  Montage bzw. Demontage einer Kreuzschlitz- oder Längsschlitzschraube eine Beschädigung des Schraubenkopfes zu vermeiden. Sie drücken sich durch die Drehbewegung in das Material ein und erzeugen damit ein Längs- und Quer-Haltemoment – das Bit rutscht nicht mehr so leicht aus dem Schraubenkopf.